# Peter Del Vecho
Peter Del Vecho é um produtor de cinema da Walt Disney Animation Studios, mais conhecido por ganhar  juntamente com diretores Jennifer Lee e Chris Buck , um Oscar de Melhor Animação pelo filme Frozen.
Del Vecho cresceu na cidade de Quincy, na Costa Sul, área fora de Boston, Massachusetts.Possui uma esposa chamada Jane e é pai de gêmeos. Ele se formou em 1980 pela Boston University College of Fine Arts, onde estudou produção teatral, e trabalhou no teatro por 15 anos. Em 1995, depois de trabalhar no Teatro Guthrie, em Minneapolis por cerca de 10 anos, ele foi chamado pela Disney Animation. Ele começou na gestão da produção e a transição para a produção.
Além de Frozen, Del Vecho produziu os filmes animados da Disney A Princesa e o Sapo (2009) e Winnie the Pooh (2011).
Em setembro de 2014, foi anunciado que Peter Del Vecho iria produzir um curta-metragem baseado nos personagens de Frozen chamado Febre congelante, que seria novamente co-dirigido por Chris Buck e Jennifer Lee, para o lançamento na primavera de 2015, antes de começar o filme Cinderella . Peter Del Vecho também irá produzir o filme Frozen 2, sequela do ultimo filme produzido.